# 1962-es Formula–1 Solitude nagydíj
Az 1962-es Formula–1 Solitude Nagydíj egy, a világbajnokság végeredményébe be nem számító verseny volt az 1962-es Formula–1 világbajnokság során. A versenyt az amerikai Dan Gurney nyerte.

## Végeredmény
| Poz. | Versenyző               | Csapat                            | Konstruktőr     | Idő/Kiesés oka     | Rajtrács |
| ---- | ----------------------- | --------------------------------- | --------------- | ------------------ | -------- |
| 1    | Dan Gurney              | Porsche System Engineering        | Porsche         | 1.45:37.2          | 2        |
| 2    | Jo Bonnier              | Porsche System Engineering        | Porsche         | + 1:47.1 s         | 3        |
| 3    | Trevor Taylor           | Team Lotus                        | Lotus-Climax    | + 3:55.1 s         | 4        |
| 4    | Ian Burgess             | Anglo-American Equipe             | Cooper-Climax   | 24 kör             | 7        |
| 5    | Carel Godin de Beaufort | Ecurie Maarsbergen                | Porsche         | 23 kör             | 8        |
| 6    | Gerhard Mitter          | Ecurie Filipinetti                | Lotus-Climax    | 23 kör             | 14       |
| 7    | Heinz Schiller          | Ecurie Filipinetti                | Porsche         | 23 kör             | 11       |
| 8    | Bernard Collomb         | Bernard Collomb                   | Cooper-Climax   | 19 kör             | 12       |
| Ki   | Jim Clark               | Team Lotus                        | Lotus-Climax    | Baleset            | 1        |
| NC   | Günther Seiffert        | Autosport Team Wolfgang Seidel    | Lotus-Climax    | 18 kör             | 13       |
| Ki   | Tony Settember          | Emeryson Cars                     | Emeryson-Climax | Olaj               | 9        |
| Ki   | Tony Marsh              | Tony Marsh                        | BRM-Climax      | Kuplung            | 6        |
| Ki   | Kurt Kuhnke             | Autosport Team Wolfgang Seidel    | Lotus-Climax    | Motor              | 10       |
| Ki   | Jo Siffert              | Ecurie Filipinetti                | Lotus-BRM       | Elektronika        | 5        |
| NI   | John Campbell-Jones     | Emeryson Cars                     | Emeryson-Climax | Baleset az edzésen | -        |
| VL   | Peter Arundell          | Team Lotus                        | Lotus-Climax    | Autó nélkül        | -        |
| VL   | Nino Vaccarella         | Scuderia SSS Republica di Venezia | Porsche         |                    | -        |
| VL   | Carlo Abate             | Scuderia SSS Republica di Venezia | Porsche         |                    | -        |
| VL   | Innes Ireland           | UDT Laystall Racing Team          | Lotus-Climax    |                    | -        |
| WD   | Masten Gregory          | UDT Laystall Racing Team          | Lotus-BRM       |                    | -        |
| WD   | John Surtees            | Bowmaker Racing Team              | Lola-Climax     |                    | -        |
| WD   | Wolfgang Seidel         | Autosport Team Wolfgang Seidel    | Lotus-BRM       | Autó nélkül        | -        |